# 그날 밤 생긴 일
"그날 밤 생긴 일"은 1971년 공개된 대한민국의 영화이다.

## 배역
- 김지미
- 최무룡
- 윤정희
- 최불암
- 한은진
- 최재호
- 윤태섭